# Hadrobregmus pertinax
Hadrobregmus pertinax is een keversoort uit de familie klopkevers (Anobiidae). De wetenschappelijke naam van de soort werd in 1758 als Dermestes pertinax gepubliceerd door Carl Linnaeus.